# Drunken Trees
Drunken Trees är debut-EP:n av den svenska folk/popduon First Aid Kit som först släpptes den 9 april 2008 på The Knifes skivbolag Rabid Records. En nyutgåva släpptes den 18 maj samma år på Wichita Recordings med bonuslåten "Tiger Mountain Peasant Song" samt tre musikvideor. EP:n producerades tillsammans med systrarnas far Benkt Söderberg.
Enligt medlemmarna var EP:n mer som ett experiment där de ville se i vilken riktning musiken tog dem. Det var Karin Dreijer Andersson från The Knife som upptäckte dem och som gjorde skivan möjlig.

## Låtlista
Låtarna skrivna av First Aid Kit (Johanna Söderberg, Klara Söderberg) där inget annat anges.
1. "Little Moon" – 3:52
2. "You're Not Coming Home Tonight" – 2:30
3. "Tangerine" – 3:13
4. "Jagadamba, You Might" – 3:46
5. "Our Own Pretty Ways" – 3:28
6. "Pervigilo" – 5:33
7. "Cross Oceans" – 2:50

Bonuslåt på nyutgåvan från Wichita Recordings
1. "Tiger Mountain Peasant Song" (Robin Pecknold) – 3:03

## Singlar
- 2009 - "You're Not Coming Home Tonight"/"Tangerine"

## Medverkande
First Aid Kit
- Johanna Söderberg – sång, gitarr
- Klara Söderberg – sång, gitarr

Produktion
- Benkt Söderberg & First Aid Kit – producent
- Håkan Åkesson – mastering
- Joachim Ekermann  – mixning
- First Aid Kit – skivomslag

Information från Discogs